# San Giovanni Bianco
San Giovanni Bianco  (/sanʤoˈvanni ˈbjanko/, San Gioàn Biànch [sanʤoˈan ˈbjaŋk] o [ˌsanʤoamˈbjaŋk] in dialetto bergamasco) è un comune italiano di 4 572 abitanti della provincia di Bergamo in Lombardia.
Situato in Val Brembana, dista circa 28 chilometri a nord dal capoluogo orobico.
Dal 2015 il comune di San Giovanni Bianco fa parte del Polo culturale "Mercatorum e Priula", nato da una convenzione firmata con i comuni brembani di Camerata Cornello e Dossena per valorizzare i beni artistici, architettonici, storici e ambientali del territorio.

## Storia
Da sempre il paese è considerato uno dei centri principali dell'intera valle Brembana, e probabilmente vide i primi insediamenti stabili sul territorio già in epoca romana.
Si sa che i Romani si stanziarono nella valle già nel II secolo a.C. e inclusero il paese, unitamente ai borghi limitrofi, in un pagus denominato pagus brembanus.
Qui sfruttarono le risorse minerarie (principalmente ferro) presenti nei monti circostanti, e crearono numerose vie di collegamento con il vicino pagus Saturnius (posto in Val Seriana), anch'esso con una florida attività estrattiva.
Anche il nome del paese deriva dalla ricchezza mineraria del sottosuolo: infatti se San Giovanni è il patrono del paese, con l'aggettivo bianco si vuole sottolineare la grande presenza di formazioni calcaree di quel colore.
L'attività estrattiva fece la fortuna del borgo che prosperò anche durante il Medioevo, quando la zona venne interessata da un crescente sviluppo demografico dovuto alle migliorate condizioni di vita, ma anche all'immigrazione di numerosi nuclei in fuga dalle lotte fratricide tra guelfi e ghibellini.
In queste zone, soggette alla dominazione della famiglia dei Visconti, era notevole l'influenza ghibellina, che tuttavia non provocò alcun tipo di scontro. I commerci vennero favoriti inoltre dalla presenza della via Mercatorum, che collegava il capoluogo con l'alta valle, nonché dalla vicinanza con la val Taleggio, che confluisce proprio all'estremità nord dell'abitato e che offriva la possibilità di raggiungere la Valsassina e la città di Lecco.
Con l'avvento della dominazione veneta i commerci ebbero un ulteriore incremento, anche grazie alla costruzione di un'altra strada, la Via Priula, che collegava Bergamo con il Canton Grigioni e che passava proprio dal centro del paese.
Le principali famiglie del paese allacciarono importanti rapporti con la Serenissima, tanto da rivestire ruoli di primo piano sia nella città lagunare sia nel capoluogo orobico. Questa situazione permise anche lo sviluppo di un grande interscambio di manodopera, provocando parecchia emigrazione verso Venezia, dove la manovalanza delle genti brembane era molto apprezzata. La capacità di queste persone di lavorare indefessamente anche a fronte di scarsi guadagni fece nascere l'immagine di Arlecchino famosa maschera, le cui origini sono contese tra Venezia e Bergamo, in grado di soddisfare contemporaneamente due diversi padroni.
In questo periodo il borgo assunse una conformazione ben definita, tanto che ancor'oggi evidenzia la sua struttura originaria, risalente a un periodo compreso tra il XV e il XVII secolo.
Gli eventi e i successivi regimi politici non interessarono più di tanto il paese, almeno fino alla costruzione della ferrovia della Valle Brembana, avvenuta all'inizio del XX secolo, che portò ulteriore sviluppo nella zona.
Questo paese, insieme con Camerata Cornello, fu teatro il 13 luglio 1914 della furia omicida di Simone Pianetti.

Panorama in una foto del 1935

Nel 1928, durante la ristrutturazione amministrativa operata dal regime fascista, il comune di San Giovanni Bianco accorpò entro i suoi confini anche i vicini comuni di San Pietro d'Orzio, San Gallo e Fuipiano al Brembo (questi ultimi due videro parte del loro territorio assegnato anche al vicino comune di San Pellegrino Terme), assumendo così l'attuale fisionomia amministrativa.
Successivamente, con la soppressione della linea ferroviaria, avvenuta nel 1967, la zona conobbe una fase di pesante difficoltà, amplificata da infrastrutture non adeguate all'utenza.

### Simboli
Lo stemma e il gonfalone sono stati approvati con delibera della giunta municipale del 16 aprile 1950 e concessi con decreto del presidente della Repubblica del 4 maggio 1951.
(D.P.R. del 4 maggio 1951)
Il castello rappresenta la fortezza eretta a difesa del luogo contro le incursioni di bande armate; la banda ondata di azzurro i fiumi Brembo ed Enna; il verde della terrazza la fertilità del suolo.
Il gonfalone è un drappo di azzurro.

## Monumenti e luoghi d'interesse
Il borgo conserva gran parte della sua struttura medievale: a tal riguardo si possono ancora ammirare ponti in stile romanico che attraversano i numerosi corsi d'acqua presenti sul territorio comunale, nonché il percorso della via Priula, recentemente al centro di opere di recupero volte a valorizzarne il percorso.
Nel centro abitato riveste particolare importanza piazza Zignoni, dotata di una statua dedicata all'illustre concittadino Vistallo Zignoni, un soldato mercenario vissuto a cavallo tra il XV e XVI secolo al quale si deve la presenza della reliquia della Sacra Spina nella chiesa parrocchiale di San Giovanni. Questa reliquia sarebbe una spina appartenuta alla corona di Cristo, motivo di profonda devozione popolare. Nel centro storico è inoltre presente il palazzo Boselli, adibito a residenza parrocchiale. Edificato nel corso del XV secolo come residenza dell'omonima famiglia, presenta saloni finemente affrescati e una notevole pinacoteca.
I giardini pubblici di San Giovanni Bianco sono dedicati alla memoria di Enrico Rampinelli, medaglia d'oro al valor militare.

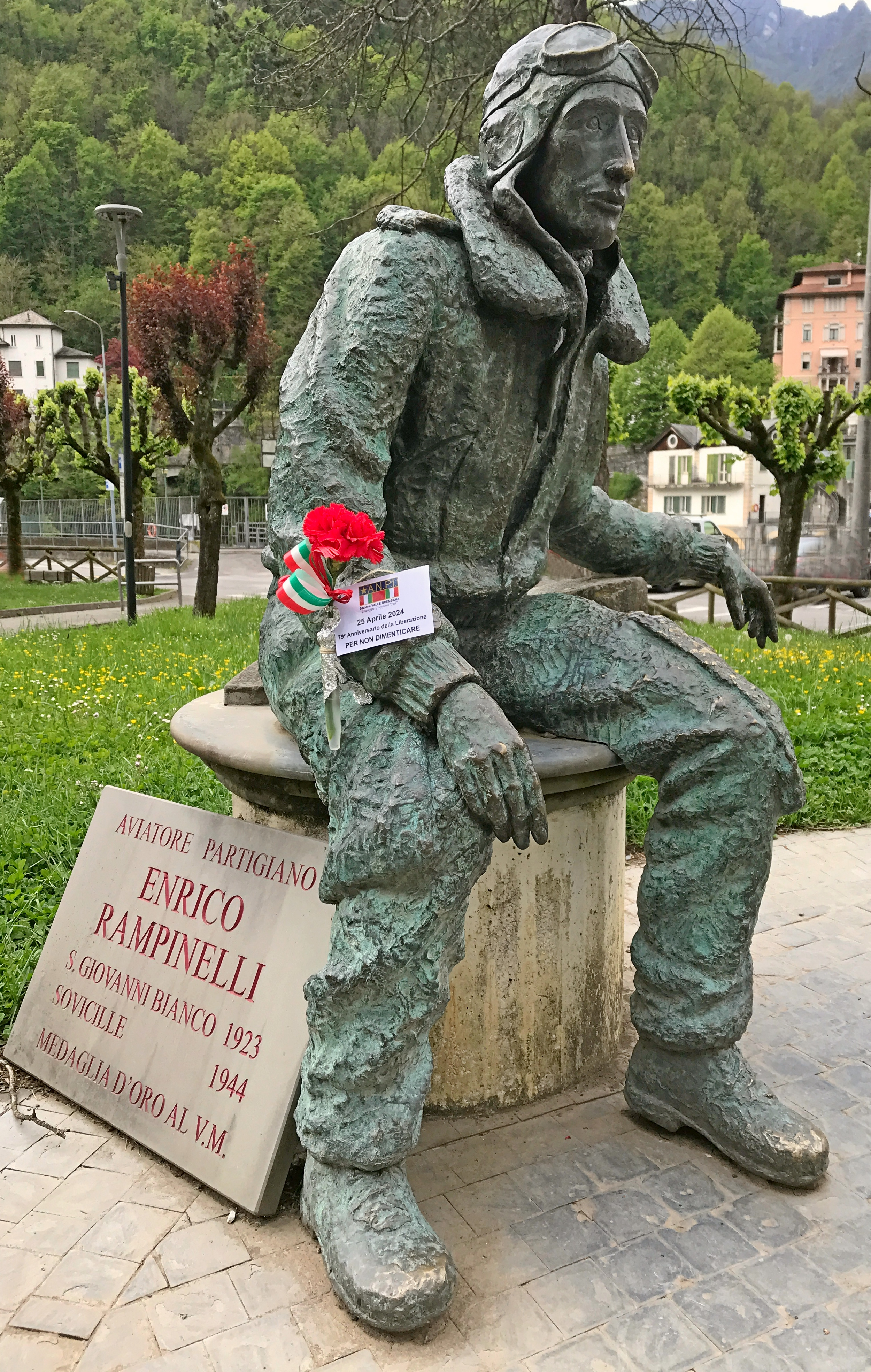
Monumento a Rampinelli

### Aree naturali
Inserito in un contesto naturalistico di grande interesse, nel bel mezzo della valle Brembana e adagiato in una conca su cui svettano imponenti cime, tra cui il gruppo del Cancervo - Venturosa, offre ottimi colpi d'occhio e numerose possibilità di escursioni sui monti circostanti.
A partire dal 2007 è stata inaugurata la ciclovia della valle Brembana, che costeggia il corso del fiume Brembo, offrendo lo spunto per passeggiate o gite in bicicletta.

## Società

### Evoluzione demografica
Abitanti censiti

## Geografia antropica

### Frazioni

#### Cornalita
Situata a ovest dal capoluogo, presenta la chiesa del Corpus Domini, ritenuta la più antica sull'intero territorio comunale. All'interno di questa si può trovare un interessante ciclo di affreschi.

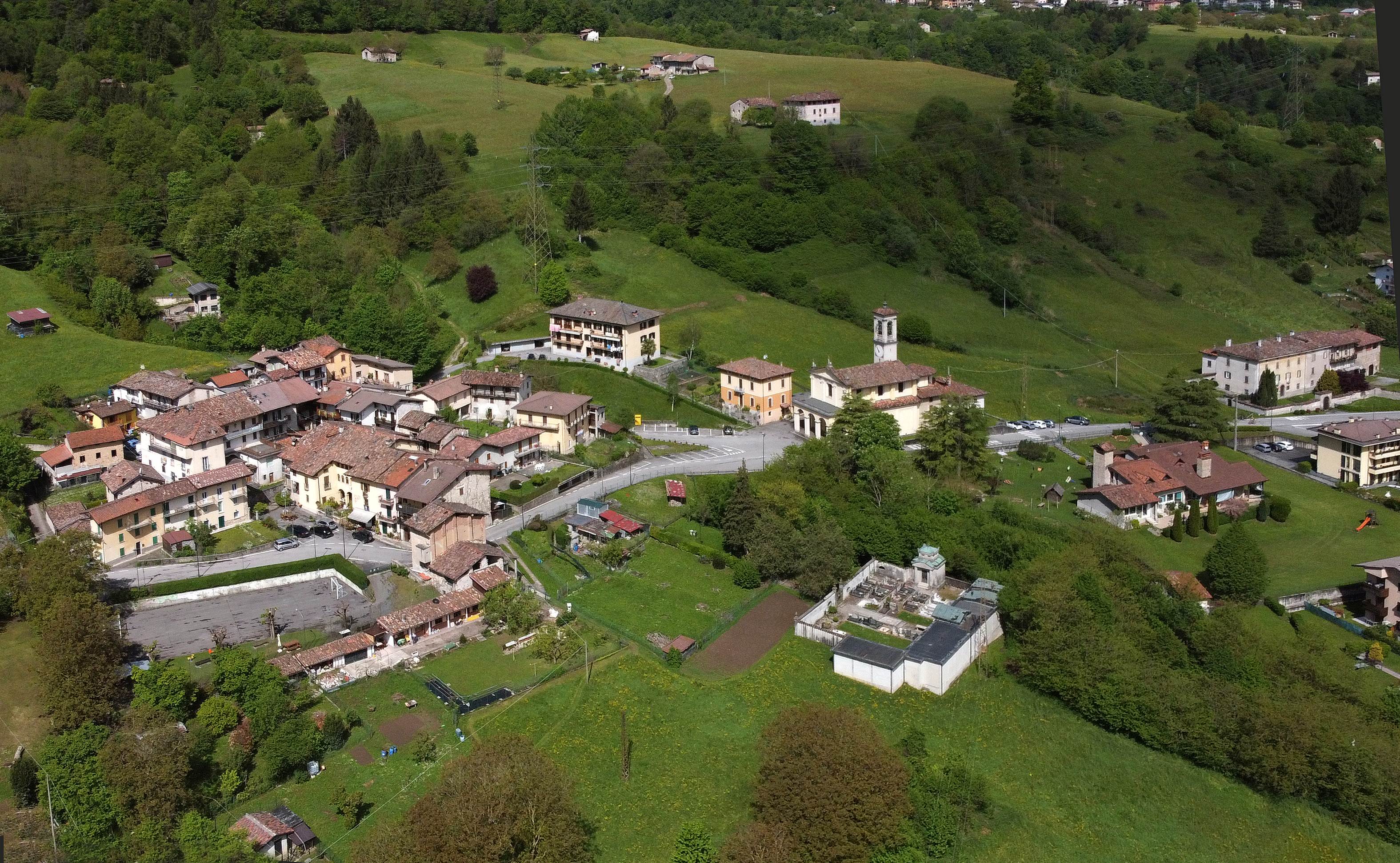
Fuipiano al Brembo

#### Oneta
Poco distante dal centro di San Giovanni Bianco, è interessata dal passaggio della via Mercatorum, che in breve porta a Cornello dei Tasso. Il borgo ha mantenuto intatto il suo spirito nel corso dei secoli, presentando tuttora elementi quali le vie in acciottolato, le case porticate e raggruppate tra loro costruite in pietra e legno. Vi si può trovare la chiesa del Carmine, in cui sono collocate interessanti affreschi del Ceresa.
Ma l'edificio di maggior richiamo è la cosiddetta Casa di Arlecchino, piccola costruzione in cui è posto un piccolo museo della maschera che, secondo la tradizione, nacque proprio qui.

#### Pianca

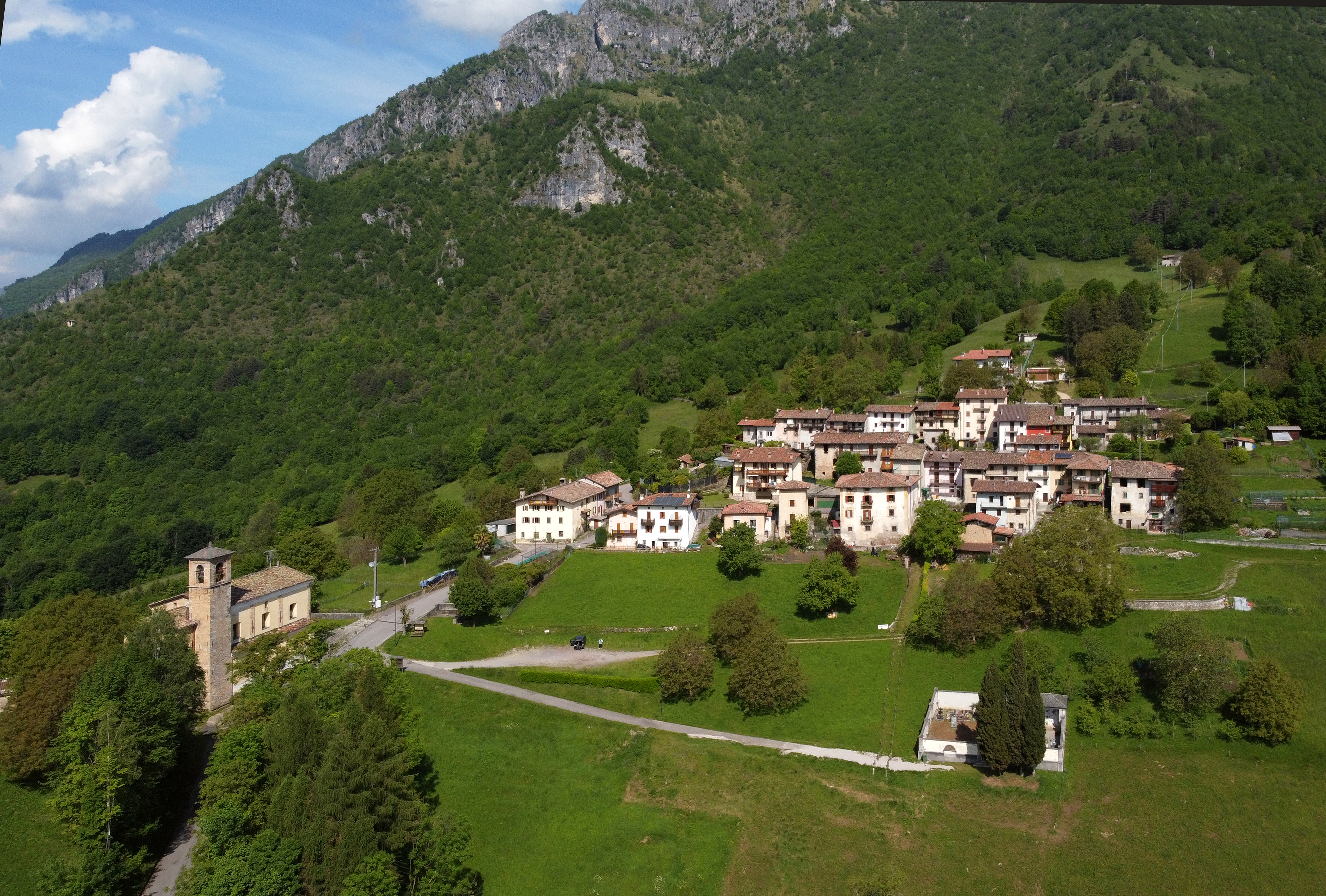
Pianca, panoramica

Piccola frazione posta a nord del capoluogo sul versante destro della valle, alla base del monte Cancervo, si compone di numerose contrade sparse molto caratteristiche: gli edifici sono addossati l'uno all'altro come nei borghi alpini più caratteristici. Il patrono della frazione è sant'Antonio abate con la chiesa a lui dedicata protettore degli animali. Si ricorda tutti gli anni il 17 gennaio. Un'altra ricorrenza molto sentita è la Madonna della Pietà, che cade la prima domenica di luglio.

#### Portiera
Borgo collocato sulla sinistra della vallata e posto di fronte al paese di Camerata Cornello, presenta numerose possibilità di escursioni, nonché un borgo tipicamente rurale. Caratteristica è anche la chiesina di San Francesco d'Assisi, nella quale si trova un affresco cinquecentesco attribuito ai Baschenis di Averara. Tramite la strada passante per la frazione è possibile raggiungere la località Paglio di Dossena, nella quale sono organizzate delle visite all'interno delle antiche miniere.

#### Roncaglia Entro
Posta a nord del capoluogo, in direzione della valle Taleggio, ha avuto un recente sviluppo industriale e, conseguentemente, residenziale. Situata in una posizione favorevole alle pratiche agricole, presenta una serie di piccole contrade che riportano alla memoria il mondo rurale che ha caratterizzato l'intera zona. 
È inoltre presente la piccola chiesa di San Francesco e Maria Ausiliatrice che, edificata in stile neogotico, presenta opere di buon pregio.

#### San Gallo

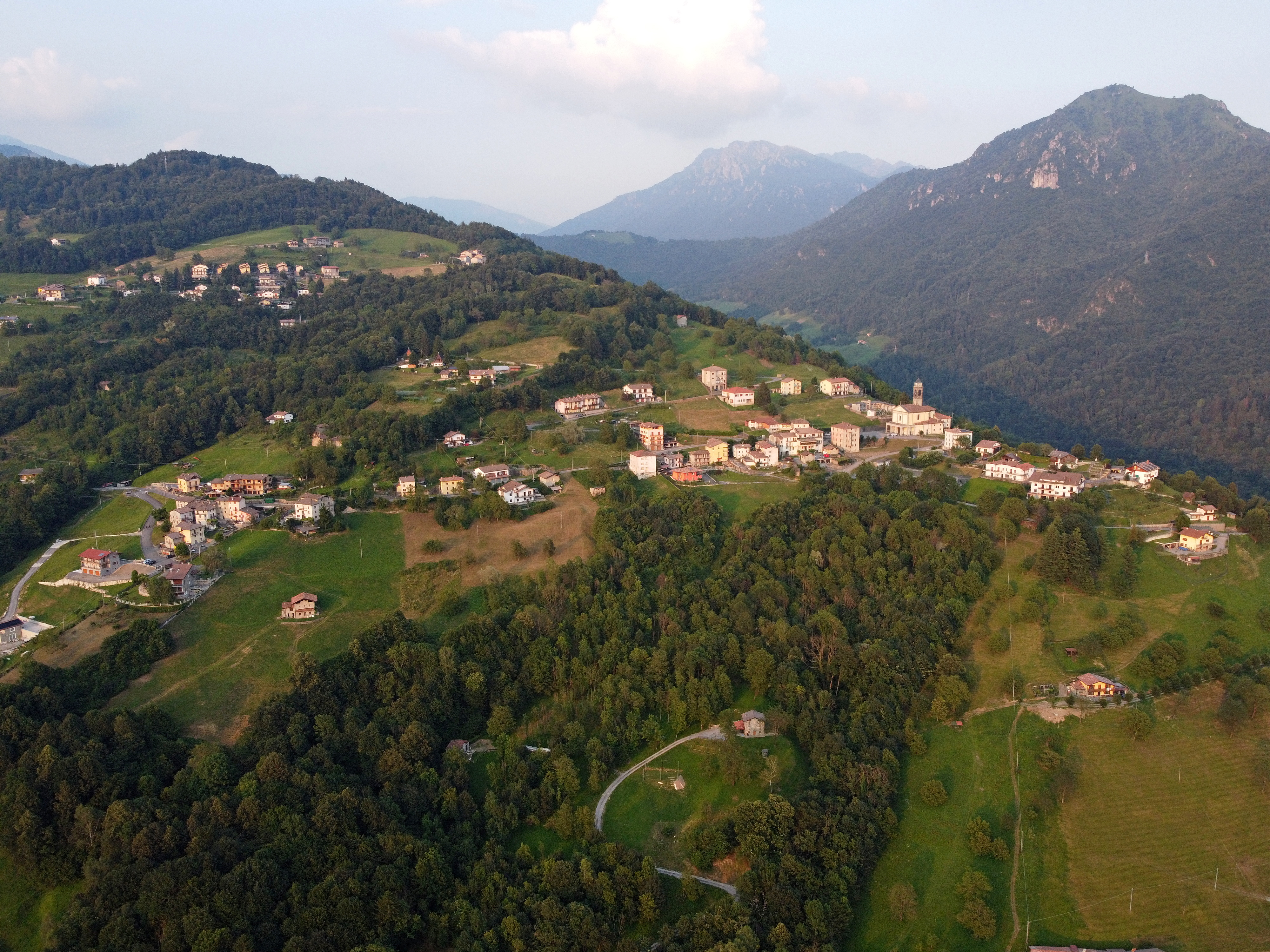
San Gallo

#### San Pietro d'Orzio

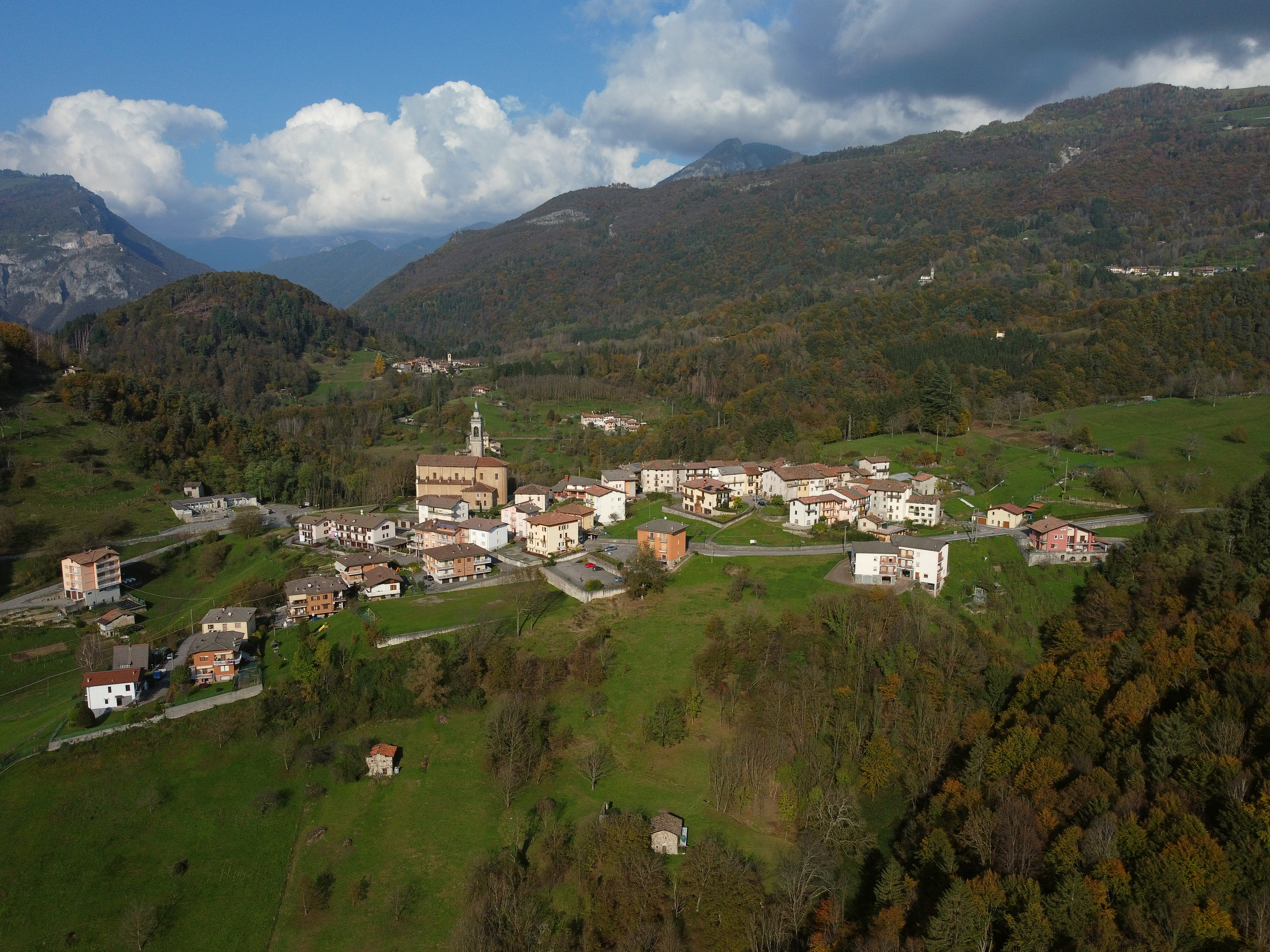
San Pietro d'Orzio

Situato in posizione dominante sul versante sinistro della valle, presenta il passaggio della Via Mercatorum, antica strada commerciale utilizzata in età medievale. La chiesa parrocchiale di San Pietro si caratterizza per la ricchezza dei suoi arredi, composti anche da opere di Carlo Ceresa.

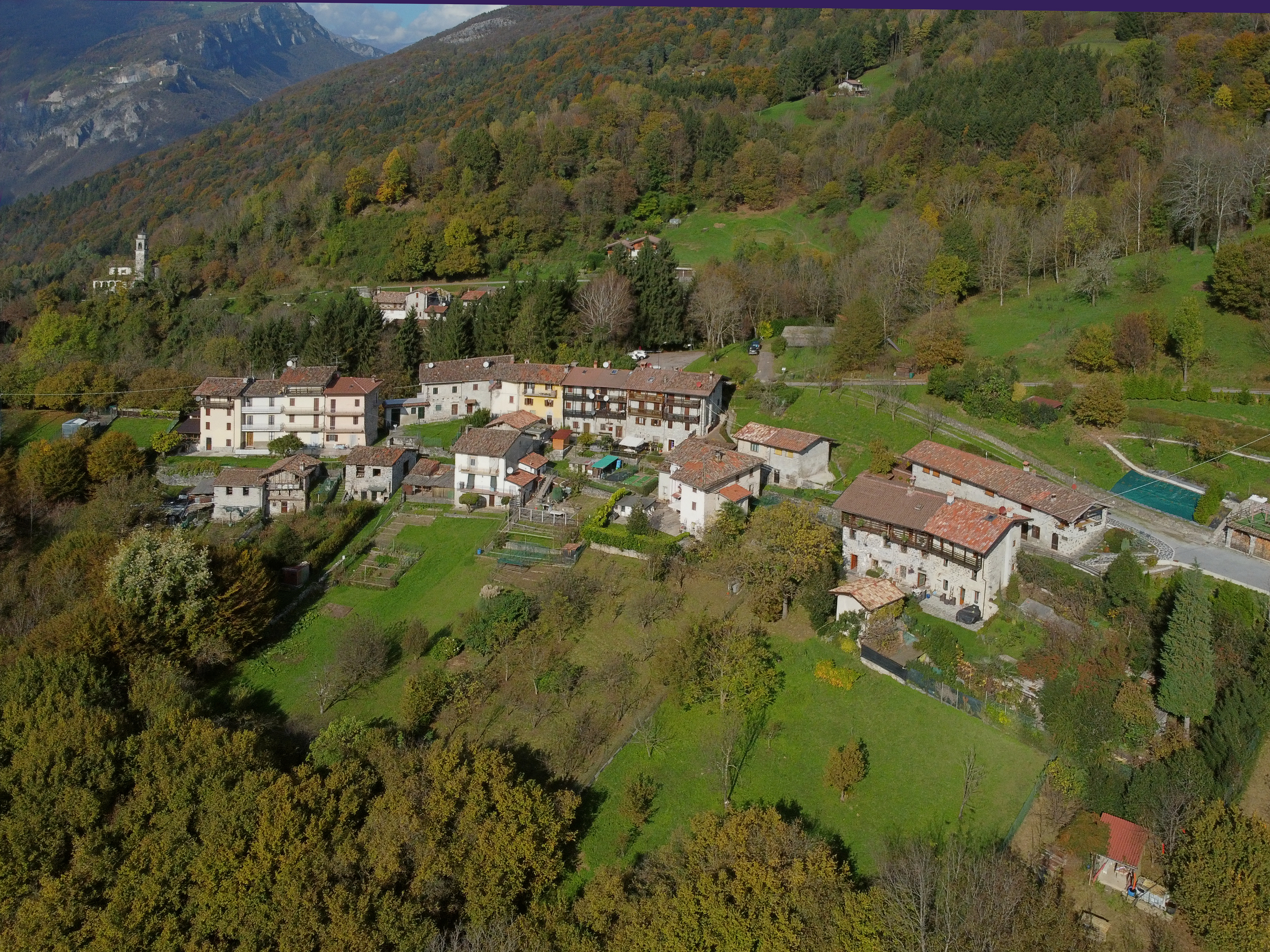
Bosco fuori, panoramica

#### Costa San Gallo
Frazione di San Giovanni Bianco.

### Località

#### Grabbia
Storica località sita sulla riva sinistra del Brembo e appartenente alla parrocchia di San Giovanni Bianco. Citata in un documento del XVII secolo come sede di residenza del pittore Carlo Ceresa a seguito del matrimonio contratto con Caterina Zignoni. 
Il palazzo presenta sotto il porticato affreschi con motivi religiosi.

#### Schiava
È un piccolo agglomerato urbano che fino al 1998 era ancora isolato e raggiungibile soltanto tramite una mulattiera. La località è formata da più case addossate le une alle altre, con il caseggiato più antico risalente a metà del XIV secolo e vicino al quale, dopo un restauro della parte principale, fu costruito un oratorio dedicato a sant'Andrea nel 1750.
Il palazzo, anticamente di proprietà della famiglia Rizzini Alcalini e ormai decadente, presenta al suo interno alcuni dipinti e all'esterno fregi dell'epoca.

#### Briolo
Piccola località, ma fondamentale per quanto riguarda lo sport e le emergenze, in quanto presenta un campo da calcio, un campo da tennis e un eliporto (posto a fianco della sede della IV delegazione orobica del CNSAS).

#### Alino
Piccola contrada posta a sud, in una valletta sulla destra orografica della valle, in territorio di San Pellegrino Terme. Presenta una piccola chiesa in cui sono conservate opere di grande valore, tra cui spiccano quelle di Antonio Cifrondi e del Baschenis.

#### Grumo
Situato sul versante sinistro della valle, a monte della frazione di San Pietro d'Orzio, è ritenuto uno dei borghi più caratteristici della zona, grazie anche a recenti lavori di restauro. Interessato dal passaggio dell'antica via Mercatorum, presenta costruzioni tipiche con porticati e vie pavimentate con ciottoli, nonché una piccola chiesetta del XVI secolo.

#### Sentino
Nella piccola località sorge la chiesa di San Marco, in cui si possono ammirare opere pittoriche di buon pregio, tra cui spicca la Pietà del Carlo Ceresa.

## Infrastrutture e trasporti

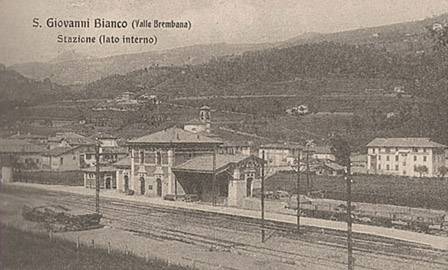
La stazione ferroviaria

L'abitato era servito dalla stazione di San Giovanni Bianco, dotata di scalo merci utilizzato per la spedizione dei blocchi di marmo cavanti a Orbrembo e un raccordo e raccordata altresì con le cartiere Cima; l'impianto era posto lungo la ferrovia della Valle Brembana, attiva fra il 1906 e il 1966.

## Amministrazione
| Periodo        | Periodo        | Primo cittadino        | Partito                                             | Carica  | Note |
| -------------- | -------------- | ---------------------- | --------------------------------------------------- | ------- | ---- |
| 27 maggio 2003 | 14 aprile 2008 | Oscar Mostachetti      | centro-destra                                       | Sindaco |      |
| 15 aprile 2008 | 15 maggio 2011 | Gerardo Giovanni Pozzi | Lega Nord                                           | Sindaco |      |
| 16 maggio 2011 | 3 ottobre 2021 | Marco Milesi           | Lista civica                                        | Sindaco |      |
| 4 ottobre 2021 | in carica      | Enrica Bonzi           | Lista civica Gruppo Civico con Enrica Bonzi Sindaco | Sindaco |      |

## Sport
Il San Giovanni Bianco Calcio è la squadra di calcio del paese, che al momento milita in seconda categoria.
Inoltre, è paese natale del calciatore italiano Davide Astori, deceduto in attività il 4 marzo 2018.